# 路群
路 羣（ろ ぐん、生年不詳 - 834年）は、唐代の官僚。字は正夫。本貫は魏州冠氏県。

## 経歴
進士に及第し、さらに書判抜萃科に登第して、節度使の補佐役を歴任した。入朝して監察御史となった。元和15年（820年）、穆宗が即位すると、路羣は軍士をねぎらうため西北辺境に派遣され、命を果たして、兵部郎中に累進した。大和2年（828年）、左諫議大夫に転じ、本官のまま侍講学士をつとめた。大和4年（830年）、侍講学士を退任して翰林学士となった。大和5年（831年）、翰林学士のまま、中書舎人に任じられた。
路羣は経学に詳しく、文章を作るのを得意とした。性格は思いやり深く孝行で、志と行いは貞操が固かった。父母の没後、終身肉食しなかった。穆宗の寵遇を受けたが、威勢を誇ることがなかった。大和8年（834年）1月、病没した。

## 家族
- 玄祖父：路文昇（秦州刺史）
- 高祖父：路元睿（広州都督）
- 曾祖父：路幼玉（監察御史）
- 祖父：路斉暉（宋州刺史）
- 父：路季登（左諫議大夫）
- 弟：路庠
- 弟：路単
- 子：路嶽（給事中）
- 子：路巌

## 伝記資料
- 『旧唐書』巻177 列伝第127
- 『新唐書』巻184 列伝第109